# أرينا (متصفح ويب)
متصفح أرينا هو أحد متصفحات الويب الأولى ليونكس. برمجه ديف راجيت في عام 1993. استخدم متصفح أرينا في اختبار تطبيقات إتش تى إم إل الإصدار 3.0، وأوراق الأنماط المتتالية (سي إس إس) ورسومات الشبكة المحمولة (بي إن جي).